# Instytut Polonistyki Stosowanej
Instytut Polonistyki Stosowanej – jednostka dydaktyczno-naukowa wchodząca w skład Wydział Polonistyki Uniwersytetu Warszawskiego Uniwersytet Warszawski, powołana przez Senat UW 20 czerwca 2007 roku. Prowadzi działalność badawczą związaną m.in. z pragmalingwistyką, socjolingwistyka, psycholingwistyka, stylistyka, retoryka, edytorstwo, dydaktyką języka polskiego i literatury polskiej, glottodydaktyka, polszczyzną poza granicami kraju, logopedia oraz działalność dydaktyczną obejmującą kształcenie zawodowe związane ze stosowanymi dyscyplinami polonistycznymi i logopedią.

## Władze
- Dyrektor: dr hab. Magdalena Trysińska
- Zastępca dyrektora: dr hab. Ewa Wolańska
- Zastępca dyrektora: dr Anna Miłoszewska-Kiełbiewska

## Rada Naukowa Instytutu Polonistyki Stosowanej

### Samodzielni pracownicy naukowi
- dr hab. Grzegorz Bąbiak
- dr hab. Agnieszka Budzyńska-Daca
- dr hab. Anna Cegieła
- dr hab. prof. UW Jolanta Chojak
- dr hab. Katarzyna Dróżdż-Łuszczyk
- prof. dr hab. Stanisław Dubisz
- prof. dr hab. Jakub Z. Lichański – Przewodniczący
- dr hab. Agnieszka Mikołajczuk
- dr hab. prof. UW Józef  Porayski-Pomsta
- prof. dr hab. Elżbieta Sękowska
- dr hab. Natalia Siudzińska
- dr hab. Marzena Stępień
- dr hab. Magdalena Trysińska
- prof. dr hab. Elżbieta Wichrowska
- dr hab. prof. UW Zofia Zaron

### Inni nauczyciele akademiccy
- dr Joanna Frużyńska
- dr Tomasz Kowalczuk
- doc. dr Piotr Lehr-Spławiński
- doc. dr Tomasz Wroczyński

### Pracownicy niebędący nauczycielami akademickimi
- mgr Natalia Kacprzak
- mgr Ewa Kozłowska

### Eksperci
- prof. dr hab. Halina Karaś
- prof. dr hab. Danuta Knysz-Tomaszewska
- dr hab. prof. UW Ewa Szczęsna

### Stali goście
- dr Andrzej Guzek
- dr Ewa Wolańska

## Struktura organizacyjna

### Zakłady
- Zakład Edukacji Polonistycznej i Kształcenia Ustawicznego
- Zakład Logopedii i Emisji Głosu
- Zakład Edytorstwa i Stylistyki
- Zakład Komunikacji Językowej i Glottodydaktyki
- Zakład Retoryki i Mediów

### Pracownie
- Pracownia Językoznawstwa Stosowanego
- Pracownia Badań Historii i Teorii Retoryki
- Pracownia Języka Elektronicznych Środków Przekazu
- Pracownia Pragmatyki i Semantyki Lingwistycznej

## Kierunki studiów, specjalności i specjalizacje

### Kierunki
Logopedia ogólna i kliniczna – studia I i II stopnia prowadzone we współpracy z Wydziałem Lekarskim Warszawski Uniwersytet Medyczny. Program obejmuje ofertę z zakresu logopedii, językoznawstwa, psychologii, pedagogiki, medycyny oraz prawa medycznego i oświatowego. Studenci kierunku uzyskują specjalistyczne przygotowanie w zakresie diagnozy i terapii logopedycznej, a także kwalifikacje nauczycielskie.

### Specjalności
Logopedia (w ramach kierunku filologia polska).

### Specjalizacje
- nauczycielska – specjalizacja prowadzona na studiach I i II stopnia, oferuje kształcenia przygotowujące do pracy nauczyciela polonisty w szkole podstawowej (klasy IV–VI), gimnazjum i liceum.
- glottodydaktyczna – specjalizacja przygotowuje do wykonywania zawodu lektora języka polskiego jako obcego i wykładowcy kultury polskiej dla cudzoziemców w kraju i za granicą. Dodatkowo absolwenci uzyskują kwalifikacje nauczyciela polonisty w szkole podstawowej (klasy IV–VI), gimnazjum i liceum.
- redaktorsko-wydawnicza – specjalizacja przygotowuje do pracy we współczesnym wydawnictwie książkowym i prasowym, obejmuje problematykę wydań słownikowych (edytorstwo leksykograficzne), redakcji językowej tekstu edytowanego (korekta i adiustacja) zarówno w wariancie tradycyjnym, jak i elektronicznym.
- medialna (filologia dla mediów) – specjalizacja przygotowuje do pracy w redakcjach prasowych, radiu i telewizji, domach mediowych i instytucjach kultury. Jej absolwenci uzyskują kompetencje w zakresie technik pisania tekstów publicystycznych, charakterystycznych dla poszczególnych gatunków wypowiedzi dziennikarskiej.

## Polsko-Belgijskie Studia Stosowane
Studia powstały dzięki współpracy z Katedrą Polonistyki Université Libre de Bruxelles. Ich celem jest ukazanie dialogu polsko-belgijskiego oraz zagadnień Europy Centralnej w następujących dziedzinach: badania naukowe z zakresu cywilizacji frankofońskiej i problematyki środkowoeuropejskiej, przekładoznawstwo, edytorstwo, glottodydaktyka, wiedza o mediach i językoznawstwo stosowane. Tytuł master polsko-belgijski stwarza możliwość poszukiwania doświadczenia zawodowego w polskich instytucjach Unii Europejskiej. Magistranci PBSS mogą korzystać ze stypendiów dydaktyczno-naukowych oraz staży w Brukseli.

## Studia podyplomowe
Pomagisterskie Studium Logopedyczne
Podyplomowe Studia „Filologia polska w praktyce” (w zakresie następujących modułów programowych):
- polonistyka dla nauczycieli
- specjalizacja nauczycielska dla polonistów
- redakcja językowa tekstu
- redakcja językowa tekstu dla zaawansowanych
- dydaktyka języka polskiego jako obcego
- komunikacja profesjonalna: wystąpienia publiczne, negocjacje, dyskusje, współpraca z mediami
- retoryka praktyczna
- komunikacja słowem – język w działaniu
- słowo na ekranie, w mowie i w piśmie – studia w zakresie zawodów medialnych
- logopedia – problemy czytania i pisania w szkole
- Nnowe media i literatura XXI wieku w nowoczesnej szkole

## Wydawnictwa

### Roczniki
- „Studia Pragmalingwistyczne” red. nacz. dr hab. prof. UW Józef Porayski-Pomsta

### Serie wydawnicze
- „Polonistyka Użyteczna” – przewodnicząca Komitetu Redakcyjnego dr Agnieszka Budzyńska-Daca

### Czasopisma
We współpracy z Instytutem Polonistyki Stosowanej ukazują się dwa czasopisma naukowe o zasięgu krajowym i międzynarodowym:
- „Forum Artis Retoricae” red. nacz. prof. dr hab. Jakub Z. Lichański
- „Poradnik Językowy” red. nacz. prof. dr hab. Stanisław Dubisz